# Bellevalia tauri
Bellevalia tauri är en sparrisväxtart som beskrevs av Naomi Feinbrun. Bellevalia tauri ingår i släktet Bellevalia och familjen sparrisväxter. Inga underarter finns listade i Catalogue of Life.